# Réseau de transport interplanétaire

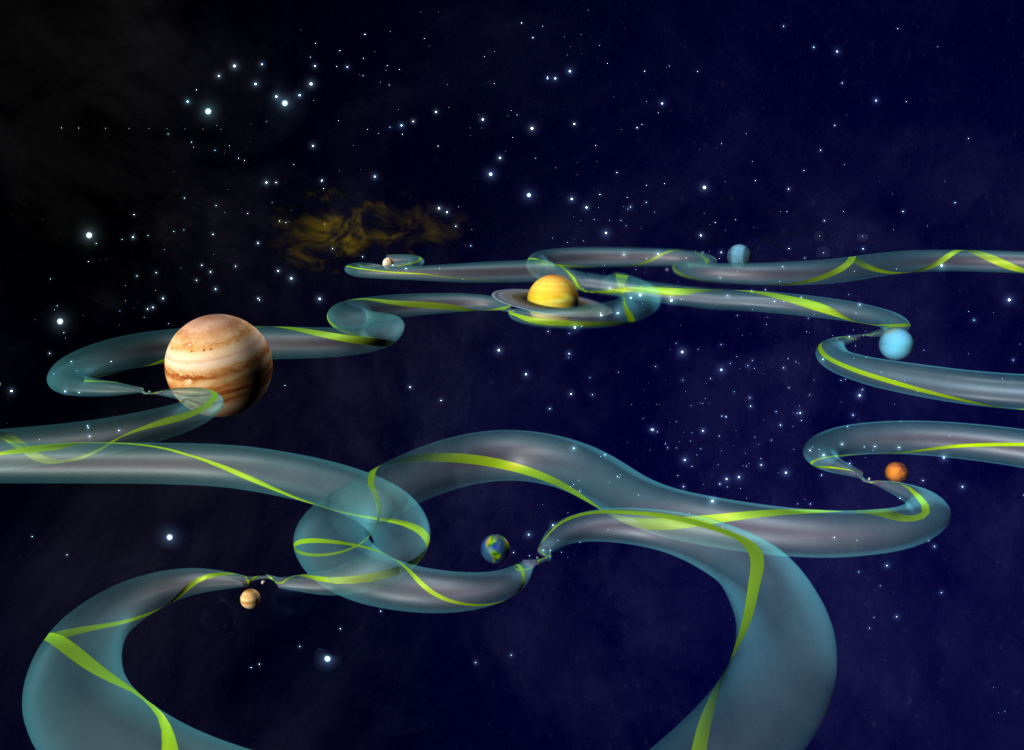
Cette représentation stylisée de l'ITN est conçue pour montrer sa trajectoire (souvent alambiquée) à travers le système solaire. Le ruban vert représente un chemin parmi les nombreux qui sont mathématiquement possibles le long de la surface du tube sombre. Les endroits où le ruban change brusquement de direction représentent les changements de trajectoire aux points de Lagrange, tandis que les endroits resserrés représentent les emplacements où les objets restent en orbite temporaire autour d'un point avant de continuer.

L’Interplanetary Transport Network (ITN) ou en français réseau de transport interplanétaire est un ensemble dynamique de trajectoires gravitationnelles privilégiées à travers le Système solaire qui nécessitent peu d'énergie pour être parcourues. Les ITN sont une utilisation particulière des points de Lagrange comme des lieux de l'espace où les trajectoires sont modifiées en utilisant peu ou aucune énergie. Ces points ont la propriété particulière de permettre aux objets de tourner autour d'eux, malgré l'absence d'un corps central autour duquel graviter. Bien que peu énergivores, de tels transits demeurent très longs.

## Histoire
L'origine de la découverte du réseau de transport interplanétaire a été la recherche sur la nature exacte des chemins sinueux près des points de Lagrange Terre-Soleil et Terre-Lune. Ils furent pour la première fois étudiés par Henri Poincaré dans les années 1890. Il a remarqué que les chemins menant à et de n'importe quel de ces points menaient presque toujours à l'établissement d'une orbite autour de ces points. Il y a en fait une infinité de chemins menant ou partant de ce point, et tous ne requièrent aucun changement d'énergie pour y parvenir. Une fois tracés ils forment un tube avec l'orbite autour du point de Lagrange à une extrémité. La détermination de ces chemins remonte aux mathématiciens Charles C. Conley et Richard P. McGehee (en).
Le travail théorique d'Edward Belbruno (en) en 1994 a fourni le premier aperçu de la nature des ITN entre la Terre et la Lune, travail utilisé pour réaliser certaines modifications de positionnement et de trajectoire d'Hiten, la première sonde lunaire japonaise.
À partir de 1997 Martin Lo (en), Shane D. Ross et d'autres ont écrit une série d'articles identifiant les bases mathématiques qui seront appliquées à la sonde Genesis et à des missions lunaires et joviennes. Ils parlent d'une Interplanetary Superhighway (IPS).
Il s'avère qu'il est très facile de passer d'un chemin menant à un point à un chemin en partant. En effet, l'orbite est instable, ce qui implique que l'objet se déplaçant finira sur un chemin sortant sans dépenser d'énergie. Cependant avec des calculs il est possible de déterminer lequel des chemins sortants sera choisi. Cela est utile car nombre de ces chemins mènent à des lieux intéressants de l'espace comme la Lune ou les lunes galiléennes de Jupiter. Ainsi, pour le coût énergétique, relativement faible, du voyage jusqu'au point de Lagrange L2 Terre-Lune, il est possible avec peu d'énergie supplémentaire d'atteindre de nombreux autres lieux.
Les transferts demandent si peu d'énergie qu'ils rendent possible le voyage vers n'importe quel lieu du Système solaire. Par contre ses transferts sont très lents et mis à profit uniquement pour des sondes automatisées. Ils ont déjà été empruntés pour transférer des engins spatiaux au point de Lagrange L1 Terre-Soleil, un point pratique pour étudier le Soleil, utilisé dans plusieurs missions récentes dont la mission Genesis, la première à avoir ramené des échantillons de vent solaire sur Terre. Quant au Solar and Heliospheric Observatory, il a commencé ses opérations en L1 en 1996.
On peut aussi s'appuyer sur l'ITN pour comprendre la dynamique du système solaire, ; ainsi dans les années 1990, la comète Shoemaker-Levy 9 a suivi une telle trajectoire lors de son voyage vers sa collision avec Jupiter,. En 2012 encore, la sonde chinoise Chang'e 2 a utilisé les ITN pour passer de l’orbite lunaire au point de Lagrange L2 Terre-Soleil, puis vers l'astéroïde 4179 Toutatis.